# Toucheng
Toucheng (chinesisch 頭城鎮, Pinyin Tóuchéng Zhèn) ist eine Stadtgemeinde (鎮,  Zhèn) am Pazifik im Landkreis Yilan im Nordosten der Republik China auf Taiwan.
In der an der Nationalstraße 5 gelegenen Stadtgemeinde befindet sich einer der beiden Haupt-Landepunkte von Seekabeln in Taiwan (der andere ist in Fangshan an der Südspitze Taiwans). Hier finden die internationalen Seekabel SEA-ME-WE 3, APCN, FNAL/RNAL u. a. Anschluss.
Zu Toucheng gehören zudem die vorgelagerte Vulkaninsel Guishan Dao („Schildkrötenberginsel“). Formell gehören auch die von der Republik China auf Taiwan beanspruchten, von Japan verwalteten, 170 Kilometer entfernten acht Senkaku-Inseln (in taiwanischer Lesart: Diaoyutai-Inseln) zur Gemeinde Toucheng.